# Ines Belkacem
Ines Belkacem (* 14. Juni 2003) ist eine tunesische Leichtathletin, die sich auf den Sprint spezialisiert hat.

## Sportliche Laufbahn
Erste internationale Erfahrungen sammelte Ines Belkacem im Jahr 2021, als sie bei den Arabischen Meisterschaften in Radès in 25,48 s den siebten Platz im 100-Meter-Lauf belegte und mit der tunesischen 4-mal-100-Meter-Staffel in 47,65 s die Silbermedaille hinter dem marokkanischen Team. Im Jahr darauf belegte sie bei den Arabischen U20-Meisterschaften ebendort in 57,60 s den vierten Platz im 400-Meter-Lauf und gelangte mit 26,03 s auf den siebten Platz über 200 Meter. 2023 gewann sie bei den Arabischen U23-Meisterschaften in Radès in 59,60 s die Bronzemedaille über 400 Meter und 2025 siegte sie bei den Arabischen Meisterschaften in Oran in 55,35 s über 400 Meter und belegte in 24,54 s den vierten Platz über 200 Meter.
2024 wurde Belkacem tunesische Meisterin im 200-Meter-Lauf.

## Persönliche Bestleistungen
- 200 Meter: 24,54 s (+2,0 m/s), 4. Mai 2025 in Oran
- 400 Meter: 55,35 s, 1. Mai 2025 in Oran